# Steganthera stevensii
Steganthera stevensii är en tvåhjärtbladig växtart som beskrevs av W.N.Takeuchi. Steganthera stevensii ingår i släktet Steganthera och familjen Monimiaceae. Inga underarter finns listade i Catalogue of Life.